# Winter People – Wie ein Blatt im Wind
Winter People – Wie ein Blatt im Wind (Originaltitel Winter People) ist ein US-amerikanisches Liebesdrama aus dem Jahr 1988, das von Regisseur Ted Kotcheff nach einem Roman von John Ehle inszeniert wurde.

## Inhalt
Amerika Mitte der 1930er Jahre. Der verwitwete Uhrmacher Wayland Jackson ist mit seiner Tochter Paula in einem Truck unterwegs. In den winterlichen Wäldern von North Carolina bleibt sein Truck in einem Fluss liegen. Auf der Suche nach Hilfe trifft er auf eine abgelegene Farm, die von Collie Wright und ihrem Baby Jonathan bewohnt wird. Collie bietet Wayland und Paula an, in einem Nebengebäude zu übernachten. Als sie am nächsten Tag nach dem Truck sehen, kommen sie gerade dazu, wie die Campbells, denen das gebirgige Land jenseits des Flusses gehört, den Truck plündern und umstürzen. Wayland wird mit Gewehren bedroht und muss dem Treiben hilflos zusehen.
Collie nimmt Wayland mit ins Dorf und bittet ihren Vater William Wright um Hilfe. Die Wrights erteilen Wayland den Auftrag, einen Glockenturm mit Turmuhr und umlaufenden Bären, der die Stunde schlägt, zu bauen. Während einer Bärenjagd rettet Wayland das Leben von Collies jüngstem Bruder Young Wright. Nachts erhält Collie Besuch von Cole Campbell, der der Vater von Collies Sohn Jonathan ist. Die Familien der Wrights und Campbells sind verfeindet, dennoch haben beide heimlich ein Verhältnis. Collie, die sich in Wayland verliebt hat, teilt Cole mit, dass es aus zwischen ihnen sei. Der angetrunkene Cole wird gewalttätig und schlägt sich mit Wayland, der Collie zu Hilfe geeilt ist. Beide landen im Bach und Wayland drückt Cole solange unter Wasser, bis dieser sich nicht mehr rührt. Es gelingt Wayland am Ufer, den ohnmächtigen Cole wiederzubeleben. Zusammen mit Collie setzen sie Cole auf sein Pferd und treiben es im Bachbett Richtung Campbells Ranch. Einige Zeit später stürzt Cole vom Pferd und bleibt mit einem Bein im Steigbügel hängen. Collies Bruder Gudger trifft auf Cole und verlangt von diesem, dass er Collie endlich heirate und eine "ehrbare Frau" aus ihr mache. Cole beleidigt Gudger, worauf Gudger ohne ihm zu helfen weiterreitet. Am nächsten Morgen steht das Pferd mit dem erfrorenen Cole wieder vor Collies Farmhaus.
Die Campbells stellen Untersuchungen an und kommen zu dem Schluss, dass Cole Opfer einer Schlägerei in Collies Haus wurde und verlangen Genugtuung von Seiten der Wrights. Bei einer Beratung der Wrights schlägt Young vor, als Jüngster die Schuld auf sich zu nehmen und zu fliehen. Schließlich erklärt Wayland Jackson, dass es seine Schuld sei, und er am nächsten Tag mit seiner Tochter fortfahren werde. Collie ist verzweifelt und begibt sich mit ihrem Baby frühmorgens zu Familienoberhaupt Drury Campbell. Sie erklärt dem nichtsahnenden Drury, dass sie ein Verhältnis mit dessen Sohn Cole hatte und Jonathan sein Enkel sei. Collie ringt Drury Campbell das Versprechen ab, ihre Brüder und Wayland zu verschonen. Im Gegenzug gibt sie Jonathan für die Dauer von Drury Campbells Leben in die Obhut der Campbells. Die Trennung von Jonathan setzt Collie zu und sie erkrankt ernsthaft. Nach ihrer Genesung begibt sich Wayland zu Drury Campbell und bittet ihn, Jonathan wieder seiner Mutter zu übergeben. Bei einem Wortwechsel gibt Wayland Drury Campbell eine Mitschuld am Tod seines Sohnes, weil Cole aus Angst vor seinem Vater ein heimliches Verhältnis hatte. Als Wayland einwirft, dass Jonathan sich seiner nächsten Angehörigen entfremden werde, und schließlich die hassen werde, die ihn eigentlich liebten, erhebt einer von Drurys Söhnen das Gewehr und verwundet Wayland am Arm. Unverrichteter Dinge zieht Wayland sich zurück.
Im Frühjahr wird anlässlich von Collies und Waylands Hochzeit die Turmuhr in Betrieb gesetzt. Während der Hochzeitsfeierlichkeiten erscheint Drury Campbell mit seinem Enkel Jonathan auf dem Arm und übergibt ihn der überglücklichen Collie. Mit einem zustimmenden Nicken gibt Drury Campbell Wayland zu verstehen, dass er mit seinen Vorwürfen im Recht war.

## Drehorte
Der Film entstand in Asheville, Avery County und Plumtree in dem US-Südstaat North Carolina.

## Kritiken
„Wunderschöne, zuweilen atemberaubende Bilder, aber ein schwaches Drehbuch“

„Schwülstige, überdrehte Geschichte“

„Ein in schönen Landschaften angesiedeltes abenteuerliches Melodram, dem es trotz einiger anrührender Momente an Dichte und inszenatorischem Geschick mangelt, so daß es letztlich konstruiert und unglaubwürdig bleibt. (Fernsehtitel: Wie ein Blatt im Wind")"“